# Dr. Belisario Domínguez
Dr. Belisario Domínguez é um município do estado de Chihuahua, no México.